# Порт Анђелес Ист (Вашингтон)
Порт Анђелес Ист (енгл. Port Angeles East) насељено је место без административног статуса у америчкој савезној држави Вашингтон.

## Демографија
По попису из 2010. године број становника је 3.036, што је 17 (-0,6%) становника мање него 2000. године.
| Група             | 2000.         | 2010.         |
| Белци             | 2.850 (93,4%) | 2.778 (91,5%) |
| Афроамериканци    | 8 (0,3%)      | 14 (0,5%)     |
| Азијати           | 16 (0,5%)     | 31 (1,0%)     |
| Хиспаноамериканци | 65 (2,1%)     | 63 (2,1%)     |
| Укупно            | 3.053         | 3.036         |